# Cabo San Román
O cabo San Román é um cabo que constitui o extremo setentrional do território continental da Venezuela. Fica no término da península de Paraguaná, sobre o golfo da Venezuela. À noite, conseguem-se ver as luzes nas ilhas de Aruba e Curaçao. Fica  a 112 km a norte da cidade de Coro.
O seu nome deve-se à sua descoberta pelos espanhóis ter sido no dia 9 de agosto de 1499, dia de São Romão, numa expedição comandada por  Alonso de Ojeda, acompanhado por Juan de la Cosa e Américo Vespúcio.

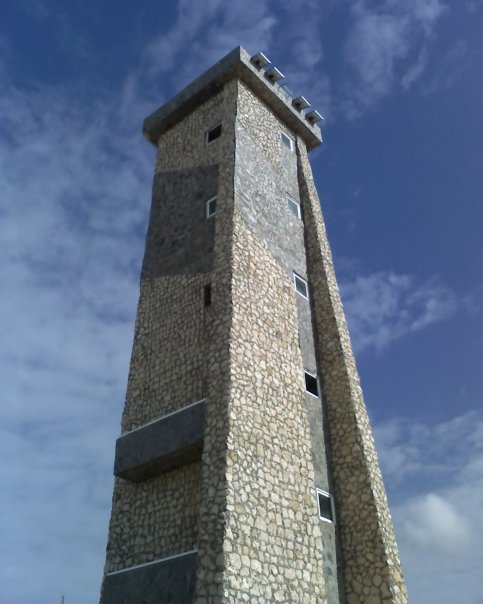
Farol do cabo.

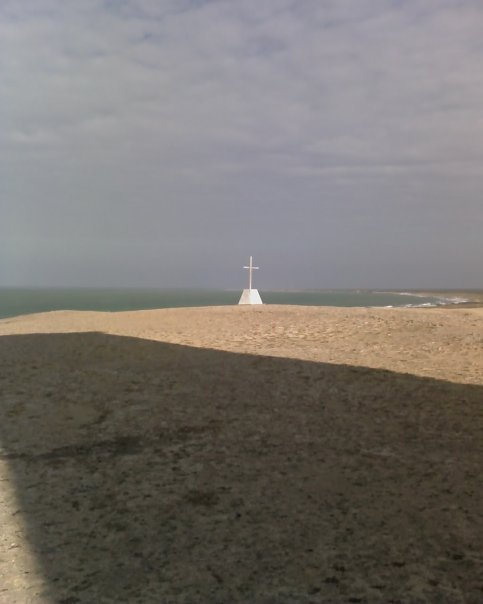
Cruz do cabo San Román.

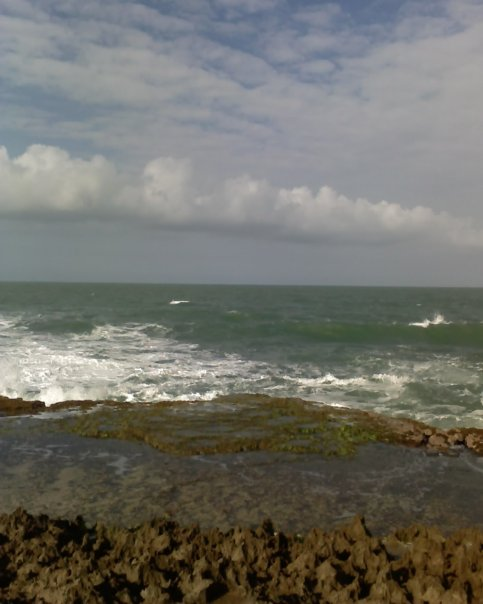
Vista do mar das Caraíbas a partir do cabo San Román.